# Savyntsi
Savyntsi (ukrainien : Савинці) est une commune urbaine de l'oblast de Kharkiv, en Ukraine. Elle compte 2 982 habitants en 2024.

## Géographie
La ville se situe sur la rive nord de la rivière Donets, au carrefour de routes venant d'Izioum et de Borova et de Koupiansk à l'est, et menant à Kharkiv à l'ouest.